# 홍연석
홍연석은 단색 결정계에서 납색, 결정화 등으로 구성된 광물이다. 페인트의 색소로 사용되는 인공 크로뮴 노란색 제품의 구조와 동일하다.

## 설명
홍연석은 일반적으로 크고 잘 발달된 프리즘성 결정체로 발견되지만, 많은 경우에서는 잘 종결되지 않는다. 결정은 밝은 적색이고 반투명하며 유리 같고 철석 같은 광택을 가지고 있다. 하지만 만약 자외선에 노출될 경우 반투명함과 광택이 일부 사라질 수 있다. 줄무늬의 색은 대체로 주황색 계열이며 모스 굳기는 2.5에서 3 정도이며 비중은 6.0정도이다.

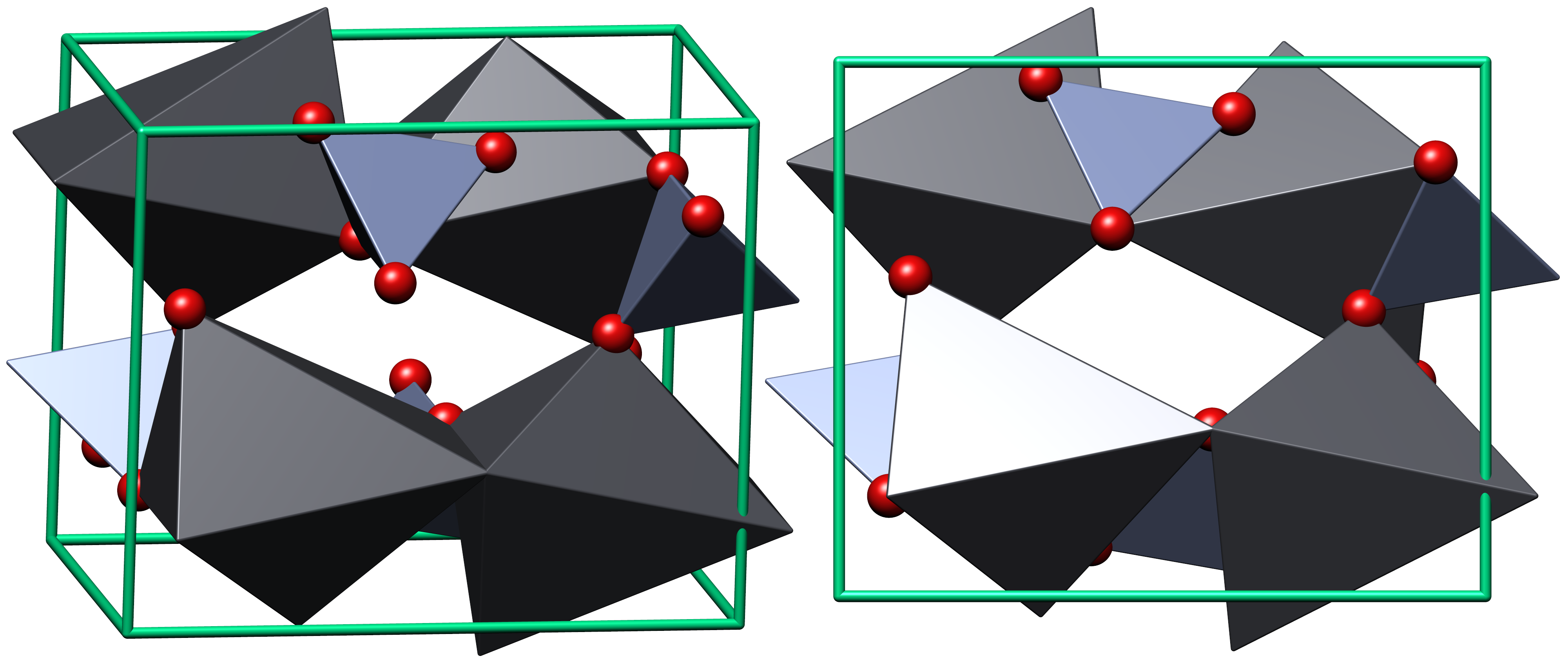
홍연석의 결정 구조

 홍연석은 1776년에 우랄산맥의 예카테린부르크 근처의 베레조스크 금광에서 발견되었다. 그 후에 1832년에 F. S Beudant에 의해 이름이 크로코스라고 이름이 지어졌다가 κρόκος와 그 색깔에 따라 이름이 현재의 형태인 홍연석로 바뀌었다. 그 지역 인근에서 결정체는 화강암이나 편마암을 가로지르는 금으로 된 석영 광맥에서 발견되며 홍연석과 관련된 것은 석영, 엠브레이아이트, 포에니코크로아이트, 보퀘리나이트 등이다. 또한, 포에니코크로아이트는 기본적인 납 크로뮴철석을 가지고 있으며, Pb2CrO5는 진한 붉은색 결정체를 가지고 있고 보퀘리나이트는 납과 구리 인산염-크로뮴철석의 형태이고 갈색 또는 녹색의 단색 결정체이다. 보퀘리나이트는 발견자인 루이 니콜라스 바우켈린의 이름을 따서 명명되었는데 그는 1797년에 홍연석의 원소인 크로뮴을 발견하였다. 또한, 아델라이드, 레드 리드, 웨스트 코멧, 플리드, 태즈메이니아의 둔다스와 같은 몇몇 광산들 뿐만 아니라 던다스의 산에서도 홍연석 결정에서 예외적인 예인 풍부한 질량을 가진 결정이 발견되었다. 보통 홍연석 결정은 10mm에서 20mm정도의 길쭉한 프리즘에서 발견되지만, 100mm까지 길고 광채가 찬란하게 빛나는 경우는 거의 드물다. 홍연석은 공식적인 태즈메이니아의 광물의 상징이다. 훌륭한 결정체 표본을 산출한 다른 지역으로는 브라질의 우로 프레토 지역 근처의 콩고냐스 도 캄포, 필리핀의 루손, 마쇼날랜드의 무타레, 호주 서쪽의 멘지스 지역 근처, 독일, 남아프리카 공화국 등이 있다. 홍연석의 상대적인 희귀성은 그 형성에 필요한 특정한 조건, 즉 납 광석의 산화와 크로뮴의 원천인 초암암과 연결되어 있다. 또한, 홍연석이 생성되기 위해서는 Cr3+를CrO42−로 산화시키고 방연석을 분해시켜야하기 때문에 이러한 생성 조건은 비교적 이례적이다. 홍연석은 납(II)과 크롬산염으로 구성되어 있기 때문에 독성이 있고 납과 6가 크롬을 모두 포함한다. 태즈메이니아로부터 온 홍연석은 1980년대 중반부터 채굴되어오기 시작했으나 그 기원은 1892년으로 거슬러 올라간다. 그러나 이 광산은 2019년에 호주 달러 30만 달러에 팔린 후 스티치타이트 광산과 함께 운영되고 있다.

## 사진
여러 가지 홍연석들

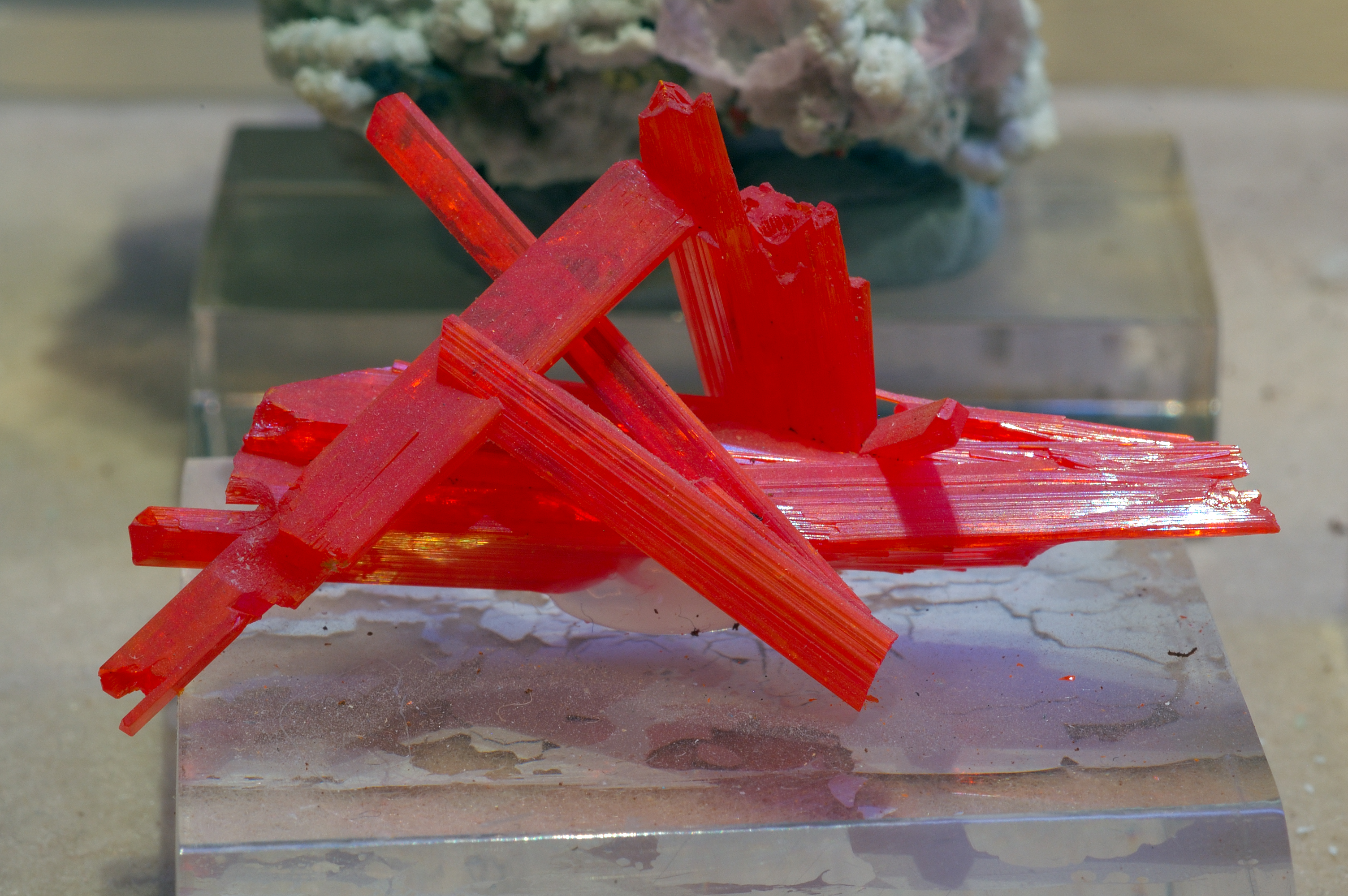
호주, 태즈메이니아의 레드 리드 광산의 홍연석 견본
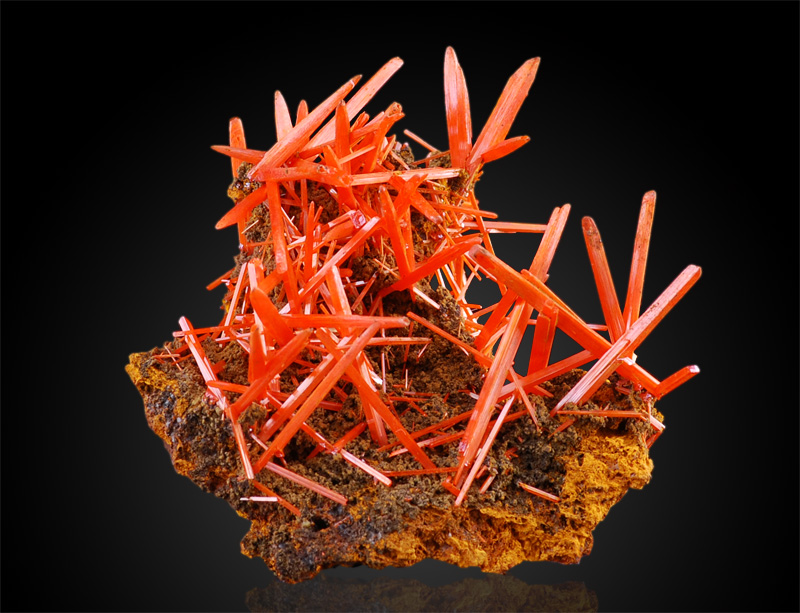
호주, 태즈메이니아의 아델레이드 광산에서 채굴된 홍연석 견본
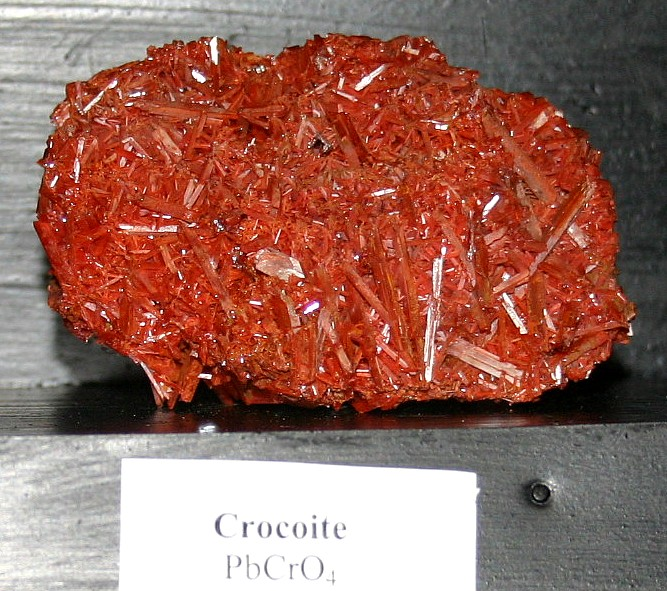
홍연석 결정
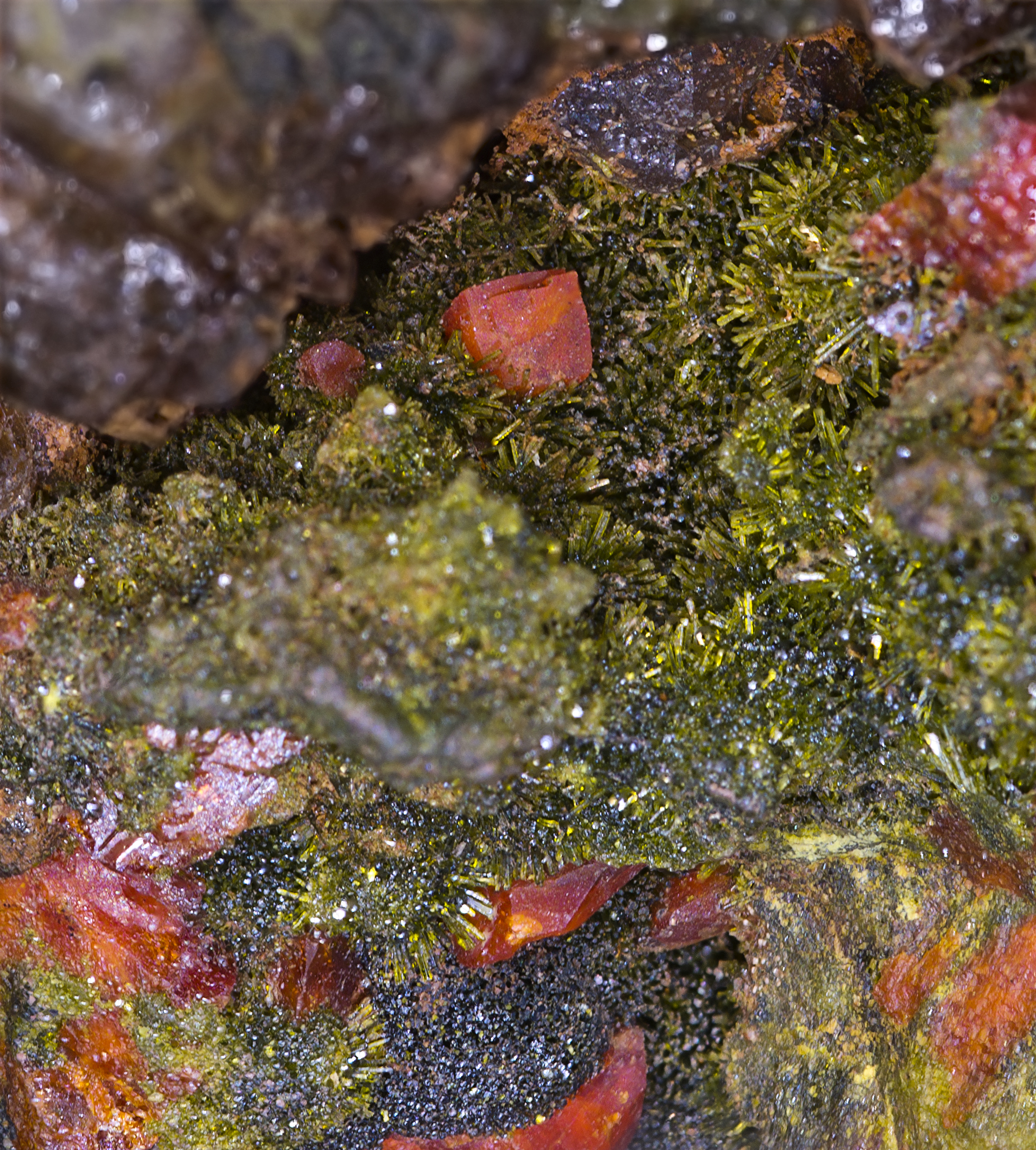
러시아에서 채굴된 홍연석 견본